# Raul Jungmann
Raul Belens Jungmann Pinto GCMD • GCMTGV • GOMM (Recife, 3 de abril de 1952) é um político e consultor empresarial brasileiro, ex-membro do Partido Popular Socialista (PPS, atual Cidadania). Foi ministro do Desenvolvimento Agrário e ministro extraordinário de Política Fundiária do governo FHC, além de ministro da Defesa e ministro extraordinário da Segurança Pública do governo Temer. Por Pernambuco, foi deputado federal por três mandatos, além de vereador da capital Recife.

## Biografia

### Juventude
Nasceu em Recife, Pernambuco, filho de Ivanise Belens Moreira e de Sylvio Jungmann da Silva Pinto, jornalista e servidor público. Pelo lado paterno, é bisneto do químico Georg Friedrich Hermann Jungmann, alemão de Görlitz, ex-combatente da Guerra Franco-Prussiana, pelo que recebeu a Cruz de Ferro. Foi para Pernambuco junto à esposa Pauline Sakopf por razões profissionais, na década de 1880, e no estado se estabeleceu e fez família. Portanto, Raul Jungmann é também sobrinho-neto de Augusto Leite Jungmann, que foi procurador-geral de Goiás, e de João Jungmann, desembargador da antiga Corte de Apelação de Pernambuco, e irmão do músico André Jung, ex-baterista das bandas Titãs e Ira!.
Em 1976, ingressou no curso de Psicologia da Universidade Católica de Pernambuco (UNICAP), em Recife, mas não chegou a completar o curso.

### Político
Participou ativamente do movimento Diretas Já, à época filiado ao MDB (1972/1994). Após a redemocratização, foi filiado ao PCB, e ajudou a fundar o PPS, ao qual pertenceu até março de 2018.
Em 1996, foi nomeado ministro extraordinário de Política Fundiária por Fernando Henrique Cardoso. Admitido por FHC ainda em 1995 à Ordem do Mérito Militar no grau de Comendador especial, foi promovido pelo mesmo em março de 1999 ao grau de Grande-Oficial. Em novembro do mesmo ano, seu cargo foi normatizado como ministério, recebendo o nome de Ministério do Desenvolvimento Agrário, pelo qual exerceu até 2002.
Em 2011, por indicação de Aécio Neves, passou a ocupar o cargo de conselheiro da Light S.A., empresa controlada pela estatal elétrica de Minas Gerais, Companhia Energética de Minas Gerais (CEMIG). Já por indicação do prefeito de São Paulo, Gilberto Kassab, ocupa o cargo de conselheiro da Companhia de Engenharia de Tráfego de São Paulo (CET) e também da PRODAM/SP (Empresa de Tecnologia da Informação e Comunicação do Município de São Paulo).

### Ministro da Defesa

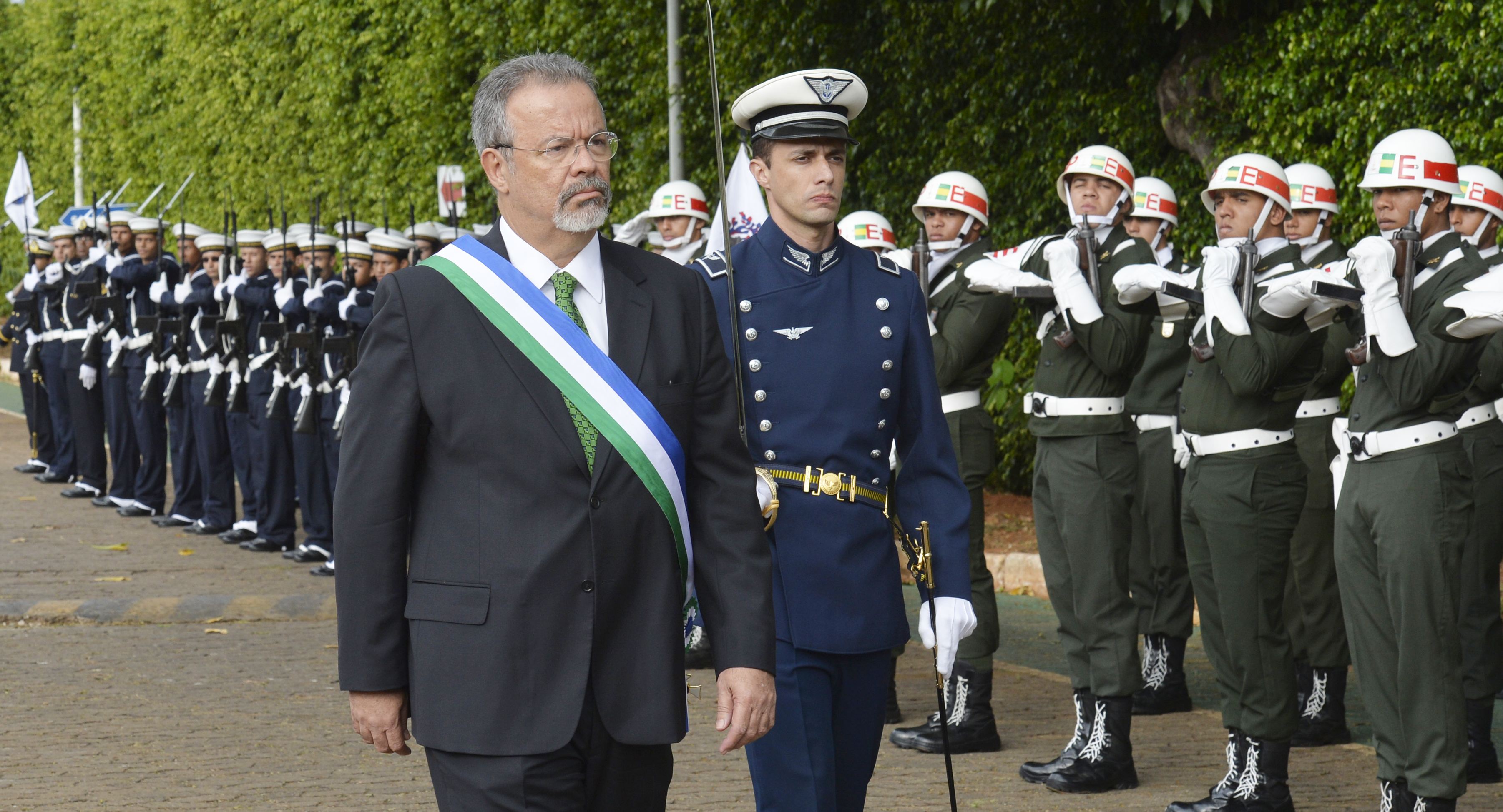
Cerimônia pela posse de Raul Jungmann como Ministro da Defesa.

Em maio de 2016, Raul Jungmann foi nomeado por Michel Temer para o cargo de Ministro da Defesa.

#### Exoneração por um dia
Em 18 de outubro de 2016 uma edição extra do Diário Oficial da União publica o decreto de exoneração de Jungmann. Mas a exoneração foi por apenas por um dia para que assumisse o cargo de deputado federal. Em nota, Ministério da Defesa esclareceu, "que o ministro Raul Jungmann, suplente de Deputado Federal pelo Estado de Pernambuco, foi “exonerado” pelo presidente da República em exercício, deputado Rodrigo Maia, para reassumir o posto de Deputado Federal de acordo com o artigo 56 da Constituição Federal e artigo 241 do Regimento Interno da Câmara dos Deputados. Isso ocorre porque, caso contrário, o ministro Raul Jungmann perderia a vaga de suplente do deputado federal Mendonça Filho, hoje ministro de Estado da Educação".

### Ministro da Segurança Pública
Em 27 de fevereiro de 2018 foi nomeado Ministro da Segurança Pública pelo então presidente Temer. A pasta criada, passou a ser responsável pela Polícia Federal, Polícia Rodoviária Federal, o Departamento Penitenciário Nacional, a Secretaria Nacional de Segurança Pública e os conselhos de Segurança Pública e de Política Criminal e Penitenciária. Ao assumir a presidência da República em janeiro de 2019, Jair Bolsonaro publicou a Medida Provisória 870/2019, que extinguiu sete ministérios. Com a MP, o Ministério da Segurança Pública e o Ministério da Justiça foram fundidos, formando o Ministério da Justiça e Segurança Pública, sendo nomeado para comandar a pasta o juiz federal Sergio Moro.

## Cargos públicos
- Secretário de estado, secretaria de planejamento do governo de Pernambuco (1990/1991)
- Secretário-executivo (1993/1994)
- Presidente do IBAMA (1995/1996)
- Ministro extraordinário de política fundiária (1996/1999)
- Presidente do INCRA (1996/1999)
- Ministro do Desenvolvimento Agrário (1999/2002)
- Deputado federal (2003/2006)
- Deputado federal (2007/2010)
- Vereador do Recife (2012/2014)
- Deputado federal (licenciado do cargo) (2015/2018)
- Ministro da Defesa (2016-2018)
- Ministro da Segurança Pública (2018-2019)

## Condecorações
- Ordem do Rio Branco, 1997
- Ordem do Mérito de Brasília, Grã-Cruz, 2000
- Medalha do Pacificador, Grã-Cruz
- Medalha Mérito do Estado-Maior Conjunto das Forças Armadas, 2016